# Sainte-Même
Sainte-Même é uma comuna francesa na região administrativa da Nova Aquitânia, no departamento de Charente-Maritime. Estende-se por uma área de 6,15 km². Em 2010 a comuna tinha 245 habitantes (densidade: 39,8 hab./km²).